# Choi In-young
Choi In-Young - em coreano, 최 인 영 (Paju, 5 de março de 1962) é um futebolista sul-coreano.

## Carreira
Em sua carreira, iniciada em 1981, no Seoul City (equipe amadora da capital sul-coreana), e defendeu também o Kookmin Bank na temporada de 1983. Foi no Ulsan Hyundai Horang-i, clube onde jogou entre 1984 e 1996, que Choi se destacou, atuando em 163 partidas. Seu único título foi o Campeonato Sul-Coreano de 1996, ano em que parou de jogar. Permaneceu no clube até 2003, como treinador de goleiros, função exercida por ele também no time da Universidade de Kyungil (2005) e no Jeonbuk Hyundai Motors, entre 2006 e 2013.

## Seleção Sul-Coreana
Pela Seleção Sul-Coreana, Choi estreou em 1983, mas não foi convocado para a Copa de 1986.
Jogou as Copas de 1990 e 1994, além da Copa da Ásia de 1984. 
Alegando que falhara em 2 dos 3 gols da Alemanha na Copa de 1994, Choi foi até o técnico Kim Ho e disse que estava abandonando a seleção. Em seu lugar, entrou o reserva Lee Woon-Jae. Em 11 anos de carreira internacional, o goleiro atuou em 48 jogos.

## Treinador de goleiros
Desde 2014, Choi é treinador de goleiros do Goyang Citizen, equipe da K3 League - apesar do nome, é a quarta divisão nacional - por falta de jogadores, foi inscrito como jogador, retomando a carreira encerrada 18 anos antes.

## Títulos
- Campeonato Sul-Coreano: 1 (1996)